# PlayStation 4
PlayStation 4 (PS4) ime je igraće konzole osme generacije koju proizvodi japanska tvrtka Sony i pripada obitelji PlayStation konzola. Razvijanje konzole je počelo još u 2008. kako bi izbjegli kašnjenje u razvoju kao što se to dogodilo prilikom razvoja PS3 sustava.
PS4 je izašao 15. studenoga 2013. u Sjevernoj Americi, a 29. studenoga u Europi, i konkurirati zajedno s Wii U-om i Microsoftom Xbox One-om, kao dio osme generacije igračkih konzola.
Udaljavajući se od CELL arhitekture koja je pokrećala PlayStation 3, PlayStation 4 sadrži jednostavniji AMD procesor u nadi da će privući širi okrug razvijača igara i podrške za sustav. Sony je također planirao staviti više fokusa na socijalni gameplay, dodavanjem "Share" (hrv. dijeli) gumba na novom kontroleru i omogućavanjem gledanja igara tijekom prijenosa od prijatelja. Konzola se fokusira na interaktivnosti s drugim uslugama i uređajima, uključujući Gaikai, igračka usluga bazirana na oblačićima koja nudi sadržaj i igre koji mogu biti preuzete; PlayStation EP povezuje pametne telefone i tablete u sekundarni ekran da poboljša gameplay; i PlayStation Vitu koja u mogućnosti pokrenuti veliki broj igara preko opcije Remote Play.

## PS4 Pro
PS4 Pro je predstavljen na PSX-u 2016. uz PlayStation VR (prije su ga predstavljali kao Project Morpheus) i PS4 Slim. PS4 Pro je jači od svoga prethodnika (GPU Pro verzije ima 4.2 teraflopa za razliku od 1.8 dotadašnjih teraflopa), te podržava 4K rezoluciju. PS4 Pro također donosi bolje performanse prilikom igranja PS VR naslova.

## Igre
Jack Tretton je rekao da će igre koštati od 0.99$ do 60.00$.
Igre se mogu kupiti digitalno i na disku. Digitalne verzije se mogu kupiti na PlayStation Store-u gdje se plaćaju PayPalom, kreditnom karticom ili bonom od 150 kn koji se može kupiti u trgovini.

Neki od najistaknutijih ekskluzivnih naslova su Uncharted 4: A Thief's End, Horizon Zero Dawn, Bloodborne, Crash Bandicoot N. Sane Trilogy, Driveclub, Gravity Rush 2, Infamous Second Son, Killzone Shadow Fall, The Last Guardian, Nioh, Ratchet & Clank (2016), Gran Turismo Sport, Spider-Man (2018), God of War (2018) i Until Dawn.
- PS4 na E3 2013.
- PS4 Pro i PS4 Slim
- PS4 Camera (uređaj kojim se igre upravljaju pokretima)
- Posebno izdanje PS4 povodom 20-te obljetnice izlaska prve PlayStation konzole

## Vanjske poveznice
- Službena stranica